# Agrilinus
Agrilinus är ett släkte av skalbaggar. Agrilinus ingår i familjen Aphodiidae.

## Dottertaxa tillAgrilinus, i alfabetisk ordning[1]
- Agrilinus ater
- Agrilinus bardus
- Agrilinus bollowi
- Agrilinus breviusculus
- Agrilinus constans
- Agrilinus convexus
- Agrilinus hasegawai
- Agrilinus hayachinensis
- Agrilinus ibericus
- Agrilinus isajevi
- Agrilinus ishidai
- Agrilinus jugurtha
- Agrilinus lindbergi
- Agrilinus lungaiensis
- Agrilinus madara
- Agrilinus monicae
- Agrilinus montisamator
- Agrilinus nikolajevi
- Agrilinus obliviosus
- Agrilinus pirinensis
- Agrilinus pseudostorkani
- Agrilinus punctator
- Agrilinus ritsukoae
- Agrilinus rufoanalis
- Agrilinus shilenkovi
- Agrilinus shukronajevi
- Agrilinus spinulosus
- Agrilinus storkani
- Agrilinus striatus
- Agrilinus surdus
- Agrilinus tashigaonae
- Agrilinus tenax
- Agrilinus uniformis
- Agrilinus wassuensis
- Agrilinus virginalis